# Détroit du Peacock
Le détroit du Peacock est un détroit de la mer d'Amundsen situé entre l'île Thurston et la terre d'Ellsworth, en Antarctique occidental, au niveau de la côte de Eights. Large de 64 km et long de 216 km, est bloqué par la banquise orientale de la barrière d'Abbot, ce qui le rend impropre à la navigation. Il a été baptisé en l'honneur de l'USS Peacock.